# Exekutorský koncipient
Exekutorský koncipient je právník, zaměstnanec soudního exekutora zapsaný v seznamu exekutorských koncipientů vedeném Exekutorskou komorou České republiky. U tohoto exekutora vykonává právní praxi, v jejímž rámci získává znalosti a zkušenosti potřebné pro složení exekutorské zkoušky a pro výkon exekuční činnosti a další činnosti soudního exekutora.

## Předpoklady
Do seznamu exekutorských koncipientů může být zapsán každý, koho navrhne soudní exekutor a který:
- je občan České republiky
- je plně svéprávný
- má české vysokoškolské právnické vzdělání, případně jiné uznatelné zahraniční vzdělání
- je bezúhonný
- je v pracovním poměru u soudního exekutora

## Činnost
Exekutorský koncipient se zaměřuje především na získání znalostí a dovedností nutných ke složení exekutorské zkoušky a k výkonu funkce soudního exekutora, tato praxe musí být minimálně tříletá. Za tím účelem ho soudní exekutor může písemně pověřit samostatným prováděním úkonů v rámci exekuce, exekutorský koncipient však nemůže vydávat exekuční příkazy a rozhodnutí v rámci exekuce prodejem nemovitosti nebo podniku, uskutečňovat dražby nemovitostí a podniků a zřizovat exekutorské zástavní právo.
Za řádné vedení a výchovu exekutorského koncipienta odpovídá přímo soudní exekutor, u něhož je exekutorský koncipient zaměstnán. Kromě toho má exekutorský koncipient povinnost účastnit se výchovných akcí a vzdělávacích seminářů, které zabezpečuje exekutorská komora.

## Kárná odpovědnost
Exekutorský koncipient je kárně odpovědný. Kárným proviněním může být:
- porušení právních nebo stavovských povinností exekutorského koncipienta
- narušení důstojnosti exekutorského povolání
- ohrožení důvěry v odborný výkon exekuční činnosti

Kárné řízení je vedeno před kárným senátem kárné komise exekutorské komory na základě kárné žaloby, kterou může podat ministr spravedlnosti, předseda revizní nebo kontrolní komise exekutorské komory, případně předseda toho krajského, okresního nebo exekučního soudu, v jehož obvodu působí soudní exekutor, u něhož je exekutorský koncipient zaměstnán, nebo který takového soudního exekutora pověřil prováděním exekuce. V případě uznání viny může být uloženo některé z těchto kárných opatření:
- písemné napomenutí
- veřejné napomenutí
- peněžitá pokuta